# Алмодовар
Алмодо́вар (порт. Almodôvar; МФА: [aɫ.mu.ˈdo.vaɾ]) — муніципалітет і містечко в Португалії, в окрузі Бежа. Розташований у південній частині країни, на теренах історичної португальської провінції Алентежу. Належить до Безької діоцезії Католицької церкви в Португалії. Права міського самоврядування має з 1285 року. Поділяється на 6 парафій. За адміністративним поділом, чинним до 1976 року, був складовою провінції Нижнє Алентежу. Площа муніципалітету — 777,88 км², населення муніципалітету — 7449 ос. (2011); густота населення — 9,58 осіб/км²
. Патрон — святий Ідельфонс. Святковий день муніципалітету — 24 червня. Поштовий індекс — 7700.  Код місцевої адміністративної одиниці — 0202. Складова статистичного регіону Алентежу.

## Географія
Алмодовар розташований на півдні Португалії, на півдні округу Бежа.
Містечко розташоване за 59 км на південь від міста Бежа, на березі річки Кобреш, на автомобільній трасі Лісабон-Фару.
Відстань до Лісабона — 164 км, до Бежі — 59 км.
Алмодовар межує на півночі з муніципалітетом Каштру-Верде, на сході — з муніципалітетом Мертола, на південному сході — з муніципалітетом Алкотін, на півдні — з муніципалітетом Лоле, на південному заході — з муніципалітетом Сілвеш, на заході — з муніципалітетом Оріке.

### Клімат
| Клімат Алмодовара       | Клімат Алмодовара | Клімат Алмодовара | Клімат Алмодовара | Клімат Алмодовара | Клімат Алмодовара | Клімат Алмодовара | Клімат Алмодовара | Клімат Алмодовара | Клімат Алмодовара | Клімат Алмодовара | Клімат Алмодовара | Клімат Алмодовара | Клімат Алмодовара |
| Показник                | Січ.              | Лют.              | Бер.              | Квіт.             | Трав.             | Черв.             | Лип.              | Серп.             | Вер.              | Жовт.             | Лист.             | Груд.             | Рік               |
| Середній максимум, °C   | 16,1              | 16,8              | 18,7              | 20,0              | 22,4              | 25,6              | 29,0              | 28,8              | 26,9              | 23,1              | 19,7              | 17,1              | 22,0              |
| Середня температура, °C | 11,7              | 12,5              | 13,9              | 15,2              | 17,6              | 20,7              | 23,6              | 23,7              | 22,0              | 18,7              | 15,4              | 13,2              | 17,3              |
| Середній мінімум, °C    | 7,3               | 8,2               | 9,2               | 10,5              | 12,7              | 15,9              | 18,2              | 18,5              | 17,0              | 14,3              | 11,1              | 9,3               | 12,7              |
| Днів з опадами          | 6                 | 7                 | 4                 | 5                 | 3                 | 1                 | 0                 | 0                 | 1                 | 5                 | 6                 | 8                 | 46                |
| ----------------------- | ----------------- | ----------------- | ----------------- | ----------------- | ----------------- | ----------------- | ----------------- | ----------------- | ----------------- | ----------------- | ----------------- | ----------------- | ----------------- |
| Джерело: www.yr.no      |                   |                   |                   |                   |                   |                   |                   |                   |                   |                   |                   |                   |                   |

## Історія
1285 року португальський король Дініш надав Алмодовару форал, яким визнав за поселенням статус містечка та муніципальні самоврядні права.

## Населення
| Кількість мешканців | Кількість мешканців | Кількість мешканців | Кількість мешканців | Кількість мешканців | Кількість мешканців | Кількість мешканців | Кількість мешканців | Кількість мешканців | Кількість мешканців | Кількість мешканців | Кількість мешканців | Кількість мешканців | Кількість мешканців | Кількість мешканців |
| ------------------- | ------------------- | ------------------- | ------------------- | ------------------- | ------------------- | ------------------- | ------------------- | ------------------- | ------------------- | ------------------- | ------------------- | ------------------- | ------------------- | ------------------- |
| 1864                | 1878                | 1890                | 1900                | 1911                | 1920                | 1930                | 1940                | 1950                | 1960                | 1970                | 1981                | 1991                | 2001                | 2011                |
| 9 607               | 10 215              | 10 827              | 11 089              | 11 848              | 12 173              | 14 180              | 16 283              | 17 702              | 16 028              | 12 264              | 10 637              | 8 999               | 8 145               | 7 449               |

## Парафії
- Алмодовар
- Гомеш-Айреш
- Розаріу
- Санта-Клара-а-Нова
- Санта-Круш
- Сан-Барнабе
- Сеньора-да-Граса-де-Падройнш
- Алдейя-душ-Фернандеш